# Jean Renodeyn
 (juin 2024).
Jean Renodeyn est un architecte français.

## Biographie
Jean Renodeyn est basé à Douai, dans le département du Nord. On lui doit notamment des maisons sur Douai et sur Somain. Il est actif de 1941 à 1965.
À Somain il est l'architecte du 10-12 rue de la République, du 1 rue Émile-Zola, des 1, 82, 84 et 172 rue Pierre-Semard. Il est l'architecte du 15 rue du Beffroi à Pecquencourt.

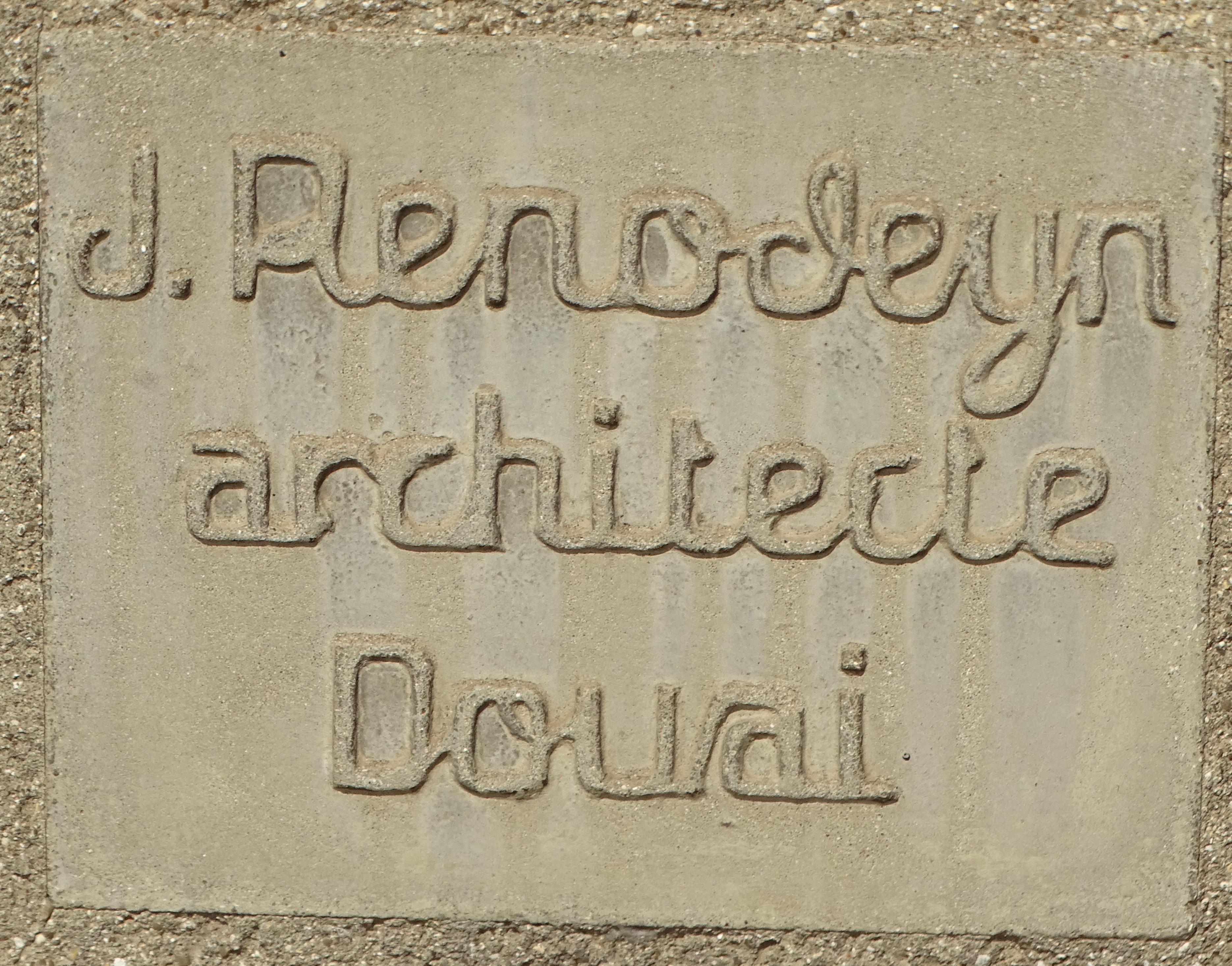
Signature.
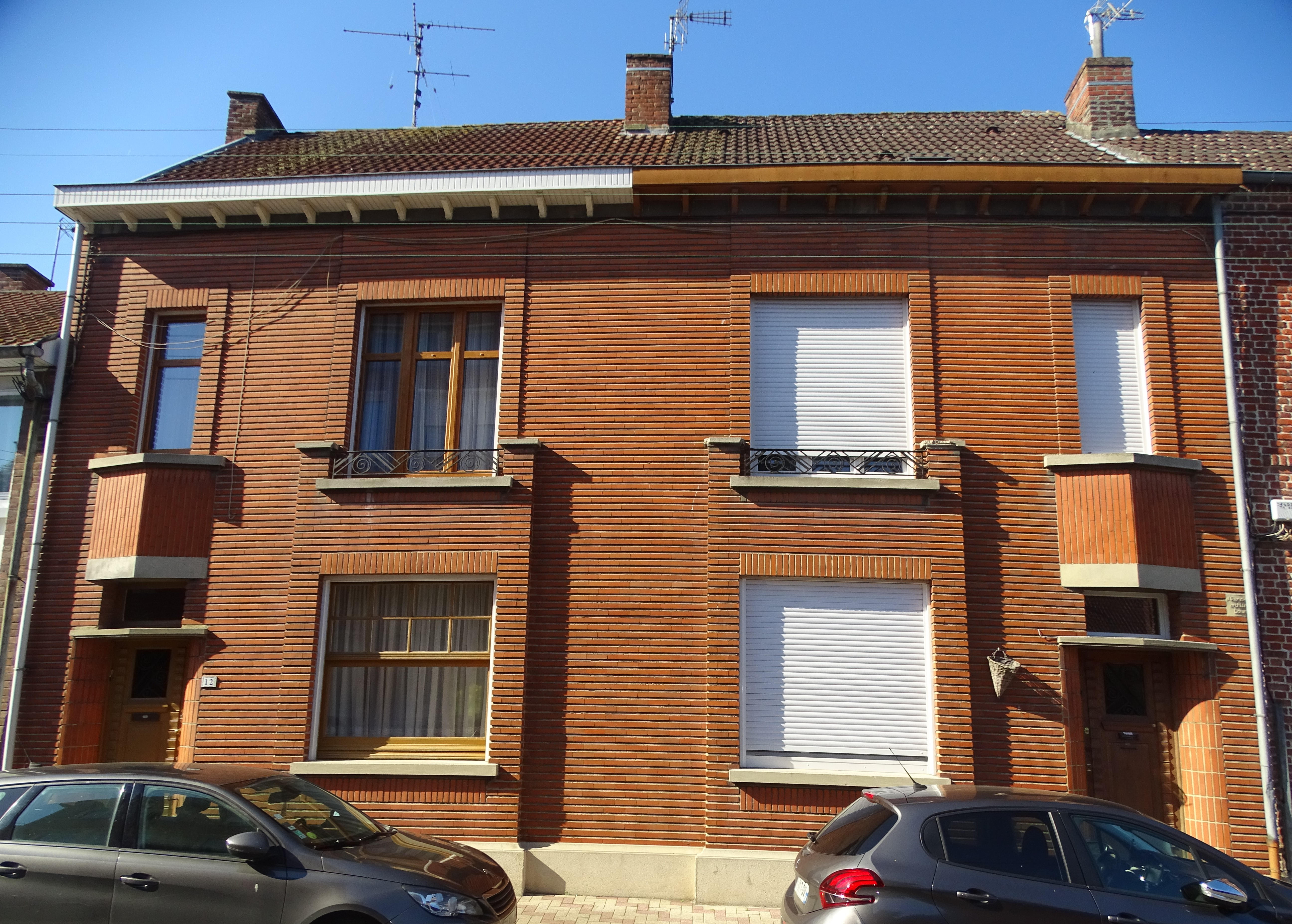
10-12 rue de la République, Somain.
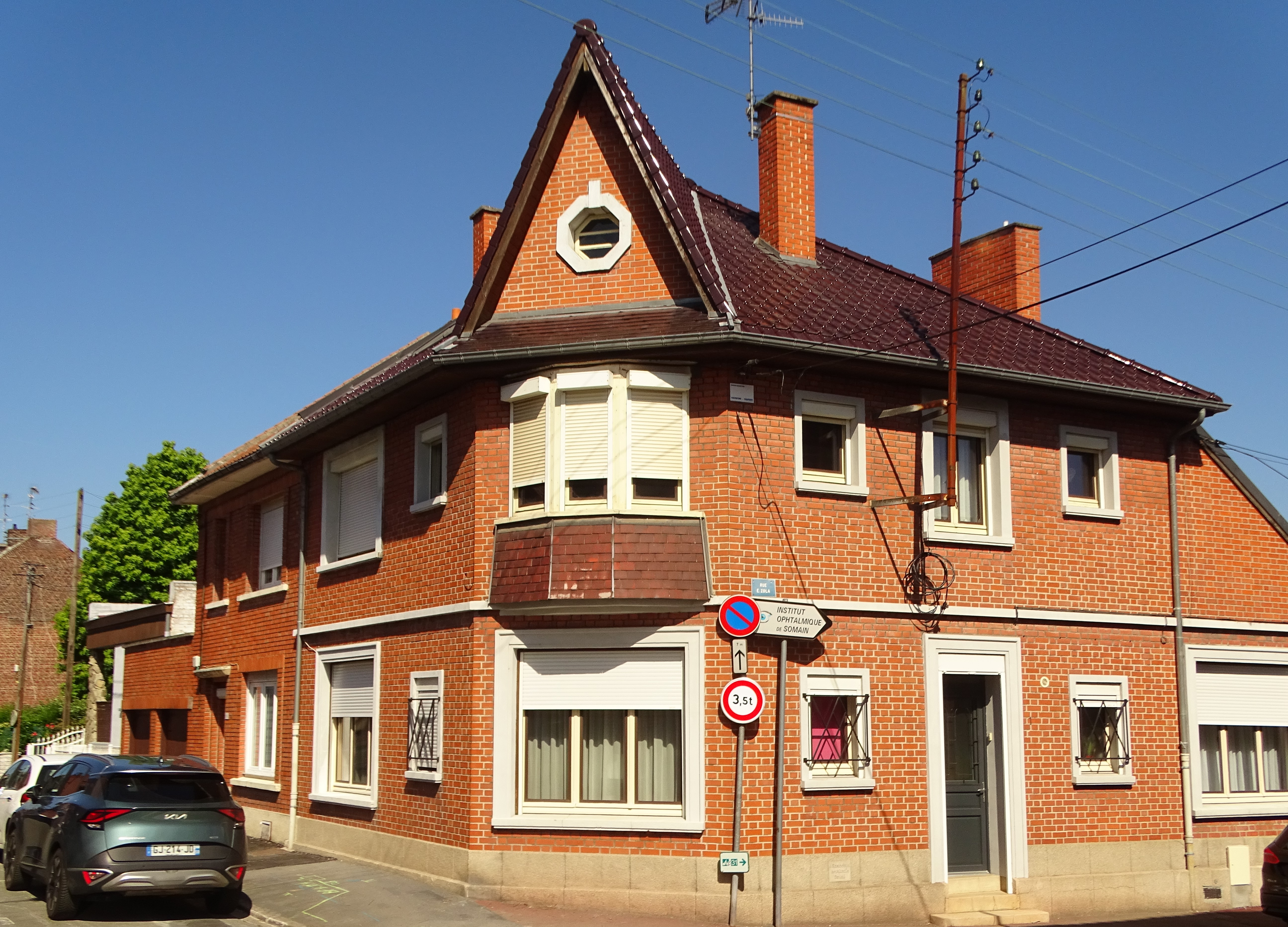
1 rue Émile-Zola, Somain.
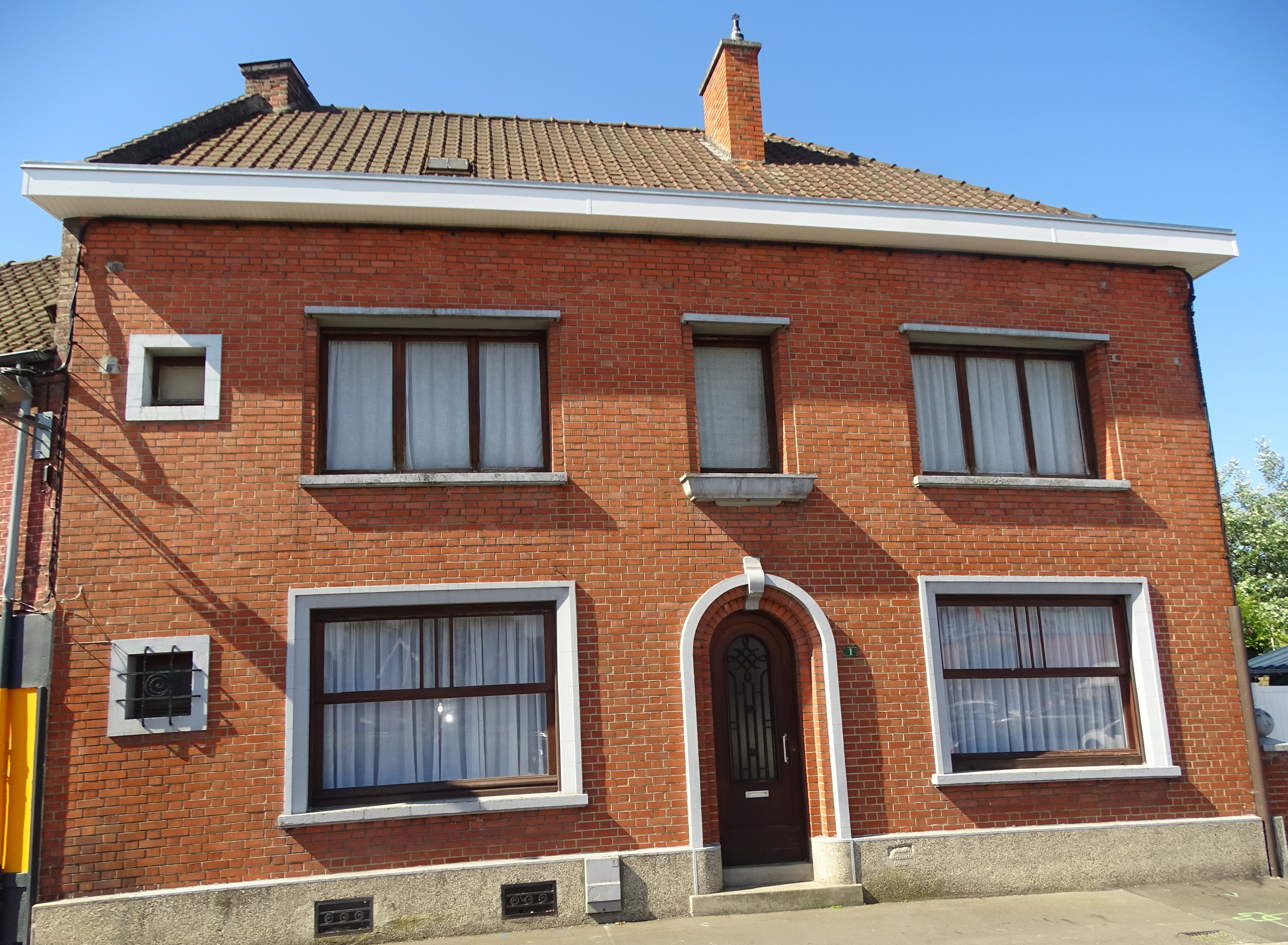
1 rue Pierre-Semard, Somain.
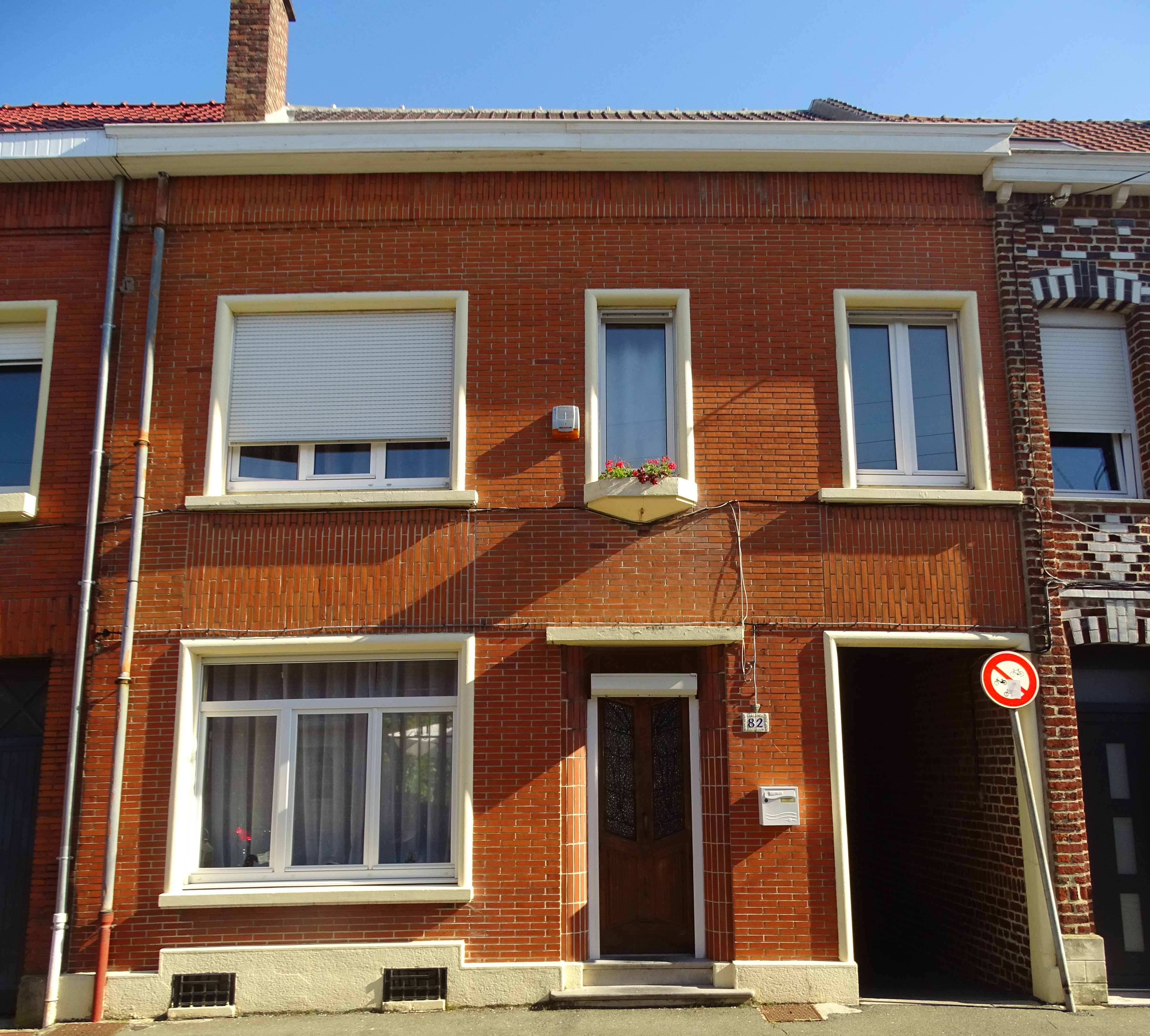
82 rue Pierre-Semard, Somain.
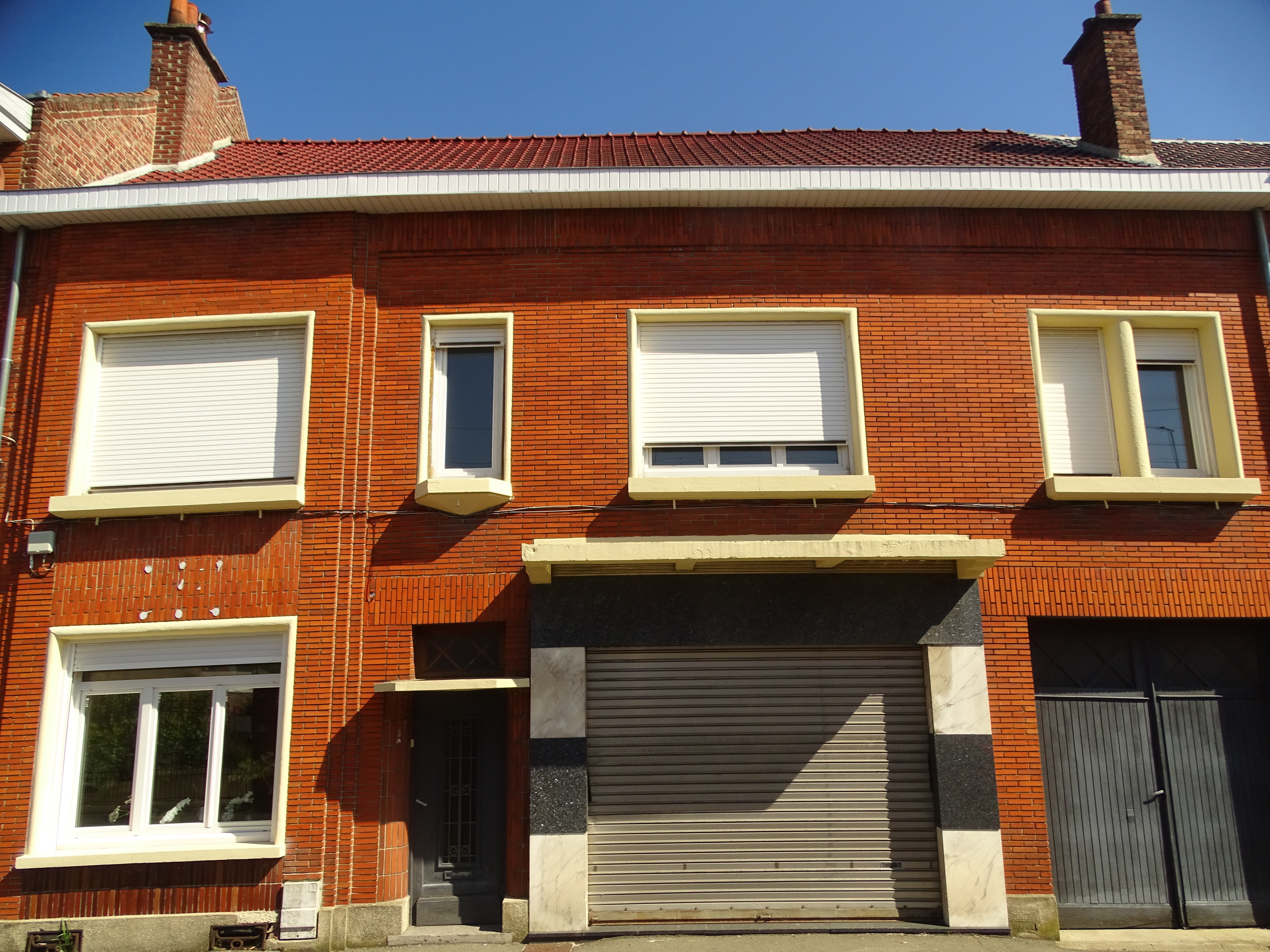
84 rue Pierre-Semard, Somain.
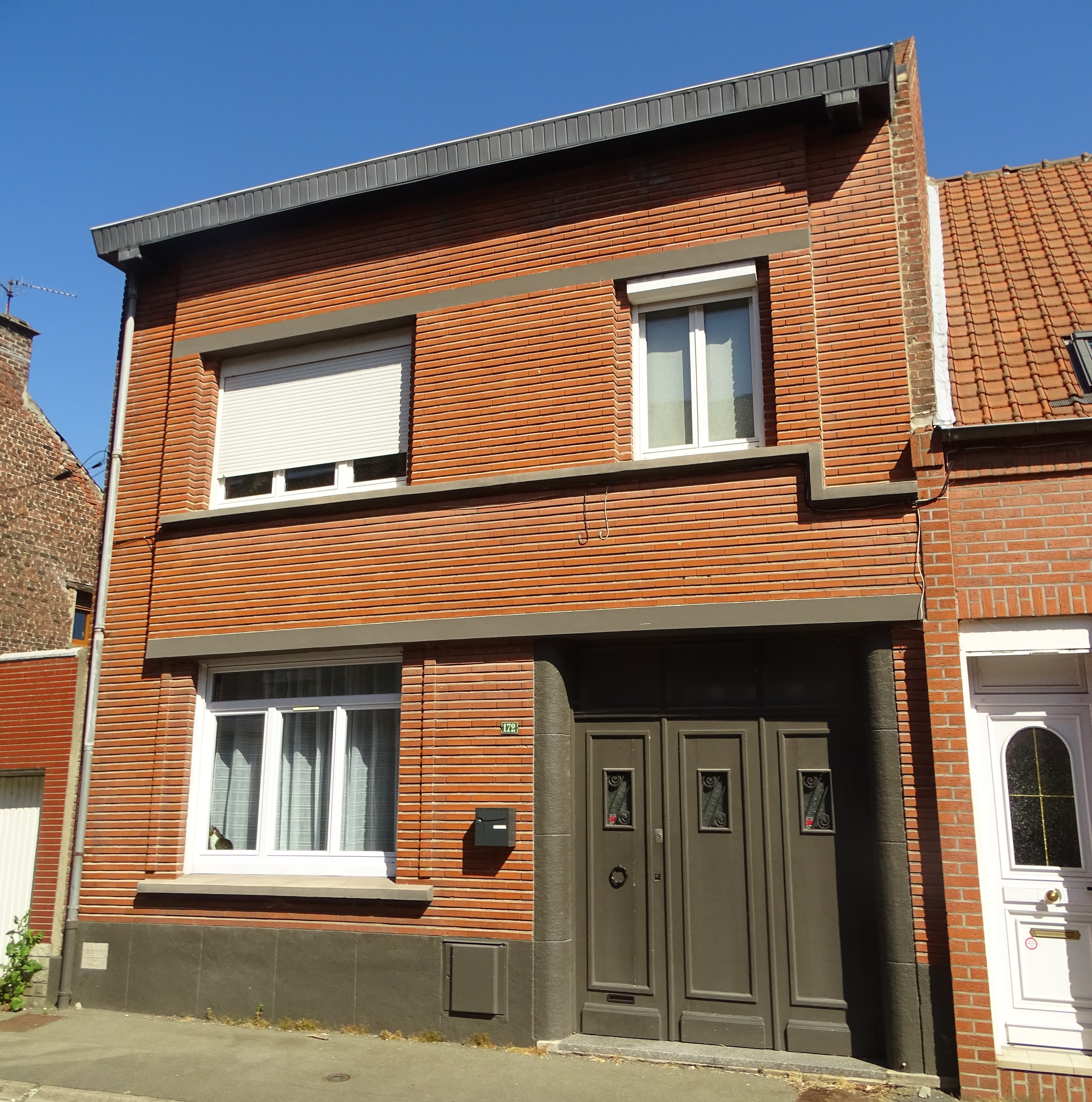
172 rue Pierre-Semard, Somain.